# Brezula
Brezula je naselje v Občini Rače - Fram.